# جزيرة مينتين الكبرى
جزيرة مينتين الكبرى وهي جزيرة من جزر إندونيسيا، وتقع في إقليم كالمنتان الوسطى في إندونيسيا.